# Sven Holm (författare)
Sven Holm, född 13 april 1940 i Köpenhamn, död 11 maj 2019, var en dansk författare. 
Holm läste danska vid Köpenhamns universitet 1960–1962. Han debuterade 1961 med novellsamlingen Den store fjende. Från 2001 var han medlem av Danska akademien.